# Warroza

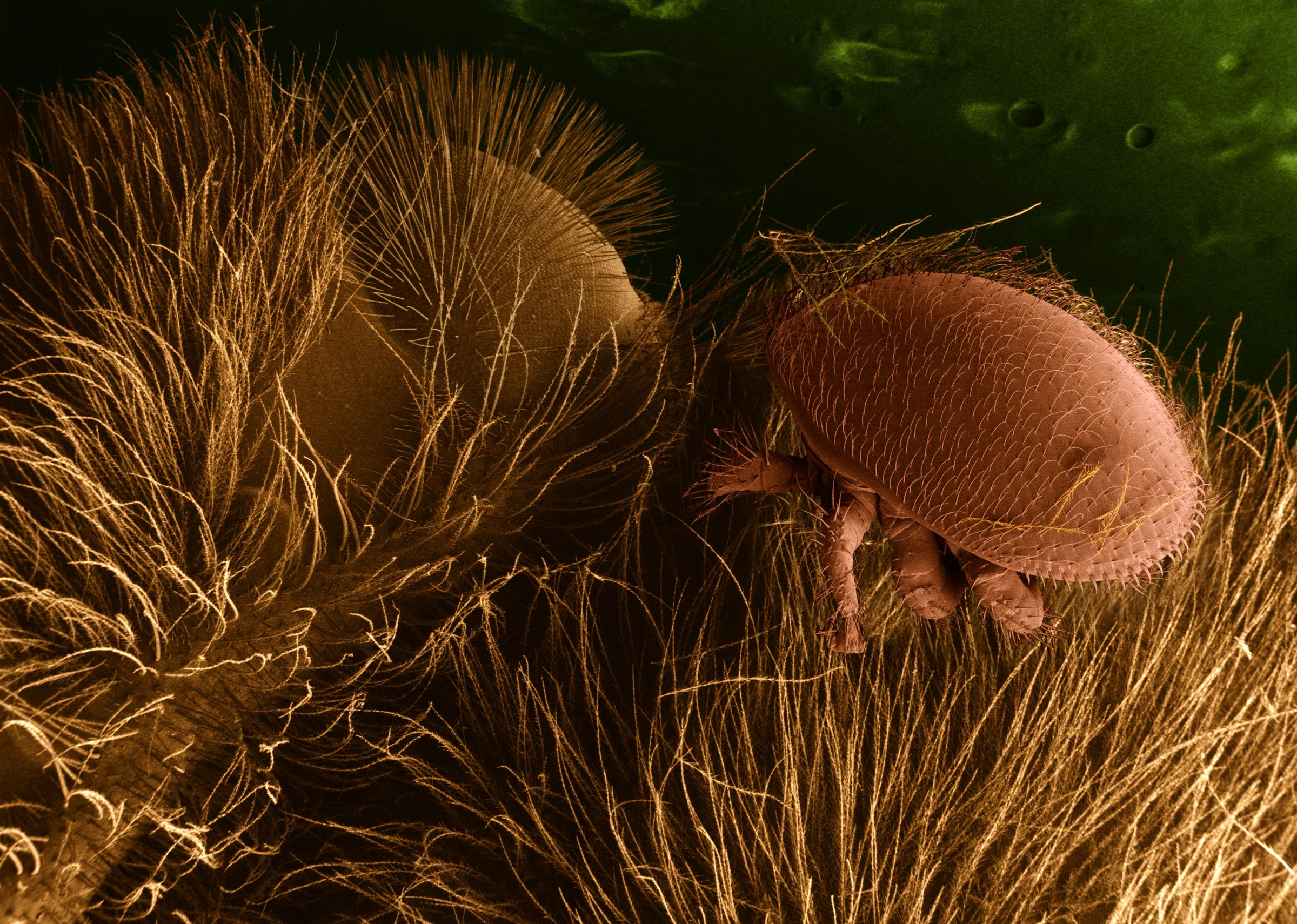
Varroa destructor na pszczole miodnej, obraz z mikroskopu skaningowego.

Warroza (Varroasis apium) – choroba wywoływana przez roztocze Varroa destructor (dręcz pszczeli), rozwijające się na czerwiu i dorosłych osobnikach pszczół miodnych.
Samice roztoczy żywią się hemolimfą (prawdopodobnie jednak preferują ciało tłuszczowe) zaatakowanych owadów. Cykl rozwojowy trwa 9-10 dni. Po tym czasie samica roztocza składa w zasklepionych komórkach z czerwiem od 3 do 6 jaj, z których wykluwa się około 2/3 samic i 1/3 samców.
Samice osiągają 1,6 mm szerokości i 1 mm długości.
Zaatakowane wiosną rodziny pszczele bez pomocy człowieka giną już jesienią, a wystarczy zakażenie wiosenne na poziomie 10 roztoczy.

## Rozprzestrzenienie warrozy
Po przewleczeniu roztocza Varroa destructor z Azji od pszczoły Apis cerana warroza rozprzestrzenia się w rodzinach pszczół należących do gatunku pszczoły miodnej występując w państwach:
- wczesne lata 60 XX w. - Japonia, Związek Radziecki
- 1960–1970 - Europa Wschodnia
- 1971 - Brazylia
- późne lata 70 XX w. - Ameryka Południowa
- 1980  - Polska
- 1982 - Francja
- 1984 - Szwajcaria, Niemcy, Włochy
- 1987 - USA
- 1989 - Kanada
- 1992 - Anglia
- 2000 - Nowa Zelandia (Wyspa Północna)
- 2007 - Hawaje
- 2022 - Australia[3]

## Sposoby zapobiegania i leczenia warrozy
Od lat 80. XX wieku do chwili obecnej walka pszczelarzy i naukowców z warrozą nie dała spodziewanych rezultatów.
Obok naturalnych metod zapobiegania warrozie (np. próby wyhodowania pszczoły miodnej, dysponującej mechanizmami obronnymi przeciw pasożytowi Varroa destructor, dyskusyjna metoda wycinania czerwiu trutowego itd.) w leczeniu warrozy stosuje się preparaty chemiczne. Są one podawane w postaci pasków wieszanych w ulach, dymu ze spalania lub odparowywania środków przeciw roztoczom (środków warroabójczych) lub w postaci oprysków roztworami zawierającymi substancje czynne. Roztocze potrafi jednak w ciągu kilku lat uodpornić się na stosowane akarycydy.
Stosowanie kwasów organicznych, takich jak kwas mrówkowy, kwas mlekowy i kwas szczawiowy, nie prowadzi do nabrania oporności na te kwasy przez pasożyta, jest jednak pracochłonne i zależne od warunków atmosferycznych oraz od stadium rozwoju rodziny pszczelej.
Stosowanie preparatów chemicznych wpływa na zanieczyszczenie miodu i wosku. Zabrania się stosowanie preparatów warroabójczych w okresie produkcji miodu towarowego. Bezwzględnie należy przestrzegać okresów karencji wymaganych dla poszczególnych preparatów.
W Polsce dostępna jest biologiczna metoda zwalczania Varroa destructor w postaci pożytecznych roztoczy Stratiolaelaps, które umieszcza się w ulu z pszczołami wiosną i jesienią. Roztocza są zbyt małe, by zjadły Varroa destructor, jednak – walcząc z nim – uszkadzają go w stopniu uniemożliwiającym rozwój.

## Leki
W Polsce i na świecie przeciw warrozie stosuje się preparaty zawierające substancje czynne:
- akrynatryna
- amitraza
- bromfenwinfos
- chlorfenwinfos
- cymiazol
- eukaliptol
- fluwalinat
- flumetryna
- kumafos
- kamfora
- kwas mrówkowy
- kwas szczawiowy
- cypermetryna
- kwas mlekowy
- kwasy organiczne
- olejki eteryczne
- propolis
- mentol
- tymol